# 無水プロピオン酸
無水プロピオン酸（むすいプロピオンさん、propionic anhydride）はカルボン酸無水物。IUPAC命名法ではプロパン酸無水物 (propanoic anhydride) と表される。プロピオン酸無水物とも呼ばれる。
不快な刺激臭のある無色透明の液体。水にわずかに溶け、アルコール、エーテルに易溶。分子量 130.14。引火点 67℃、発火点 約 300 ℃ で、消防法に定める危険物第4類第2石油類に該当する。
2分子のプロピオン酸を脱水縮合させて得る。
無水プロピオン酸は水と混触すると発熱反応を起こしプロピオン酸となる。また、強い腐蝕性があり皮膚に接触すると薬傷を起こす。これらを含めその他諸々の性質はほぼ無水酢酸に準ずる。無水プロピオン酸の主な使用用途は医薬品、香料の原料である。
ほか、カルボン酸無水物の通常の反応性を示す。